# Ponte de Limyra

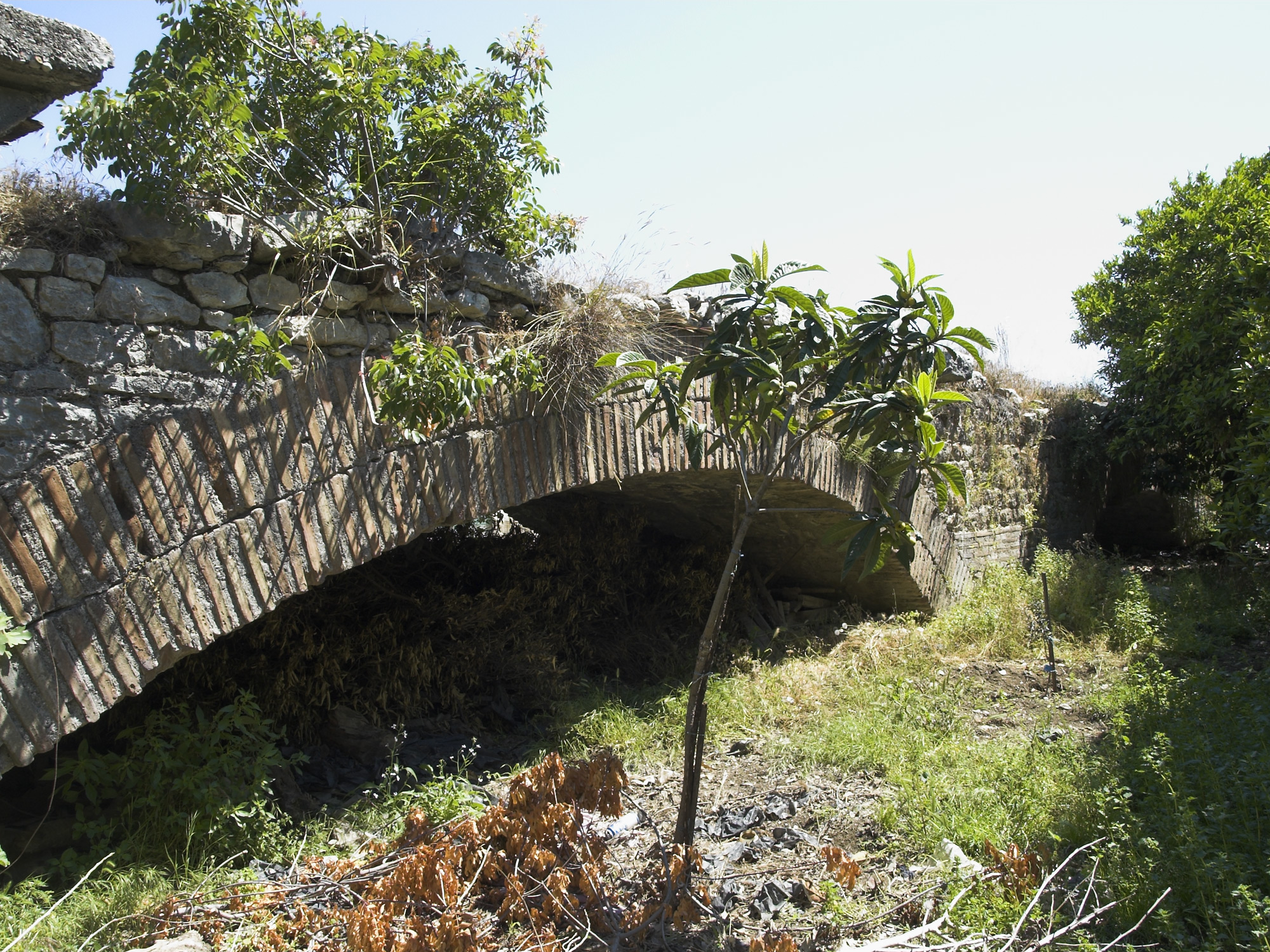
Parte da ponte de Limyra, localizada na Turquia.

Ponte de Limyra é uma ponte em arco romana construída durante o Império Romano na extinta cidade de Limyra, atualmente Lícia, na Turquia. Com uma longitude de 360 metro, está composta por 26 arcos rebaixados e 2 de meio-ponto. Foi, provavelmente, construída durante o século III e é uma das abóbadas curvadas mais antigas do mundo.